# Xyodesmus planus
Xyodesmus planus är en mångfotingart som beskrevs av Cook 1896. Xyodesmus planus ingår i släktet Xyodesmus och familjen Chelodesmidae. Inga underarter finns listade i Catalogue of Life.